# Bryomorphe
Bryomorphe é um género botânico pertencente à família Asteraceae.